# Smiltene
Smiltene (németül: Smilten) kisváros Lettországban.

## Fekvése
Smiltene Lettország északi részén, az Abuls folyó partján helyezkedik el, Rigától 150 km-re északkeletre és 40 km-re az észt határtól.

## Története
Smiltene egy a 12. században épített cölöpvárból alakult ki, amelyet 1224-ben foglalt el a Német Lovagrend. Napjainkban ennek a várnak még a romjai is alig láthatóak. Smiltene 1560-ban került először orosz fennhatóság alá, majd hosszabb-rövidebb ideig tartó lengyel, illetve svéd uralmat követően 1721-től – a független Lett Köztársaság létrejöttéig – az Orosz Birodalom része volt.
A település 1920-ban kapott városi jogokat. A 2009-es közigazgatási reformig Lettország Valka járásához tartozott. 

## Smiltene testvérvárosai
- Willich, Németország
- Wiesenbach (Baden), Németország
- Pincara, Olaszország
- Písek, Csehország
- Nakskov, Dánia
- Pustomityi, Ukrajna